# Metyal, Sampgaon
Metyal là một làng thuộc tehsil Sampgaon, huyện Belgaum, bang Karnataka, Ấn Độ.